# Olympische Sommerspiele 2004/Teilnehmer (Tonga)
| Gelbes Symbol für Goldmedaillen mit stilisierten Olympischen Ringen | Graues Symbol für Silbermedaillen mit stilisierten Olympischen Ringen | Braundes Symbol für Bronzemedaillen mit stilisierten Olympischen Ringen |
| ------------------------------------------------------------------- | --------------------------------------------------------------------- | ----------------------------------------------------------------------- |
| —                                                                   | —                                                                     | —                                                                       |

Tonga nahm an den Olympischen Sommerspielen 2004 in Athen, Griechenland, mit einer Delegation von fünf Sportlern (vier Männer und eine Frau) teil.

## Teilnehmer nach Sportarten

### Bogenschießen
- Sifa Taumoepeau
Einzel: 61. Platz

### Boxen
- Maʻafu Hawke
Superschwergewicht: 9. Platz

### Judo
- Akapei Latu
Leichtgewicht: in der 1. Runde ausgeschieden

### Leichtathletik
- Filipo Muller
100 Meter: Vorläufe

- ʻAna Poʻuhila
Frauen, Kugelstoßen: 32. Platz in der Qualifikation